# Der Klammer-Woelki

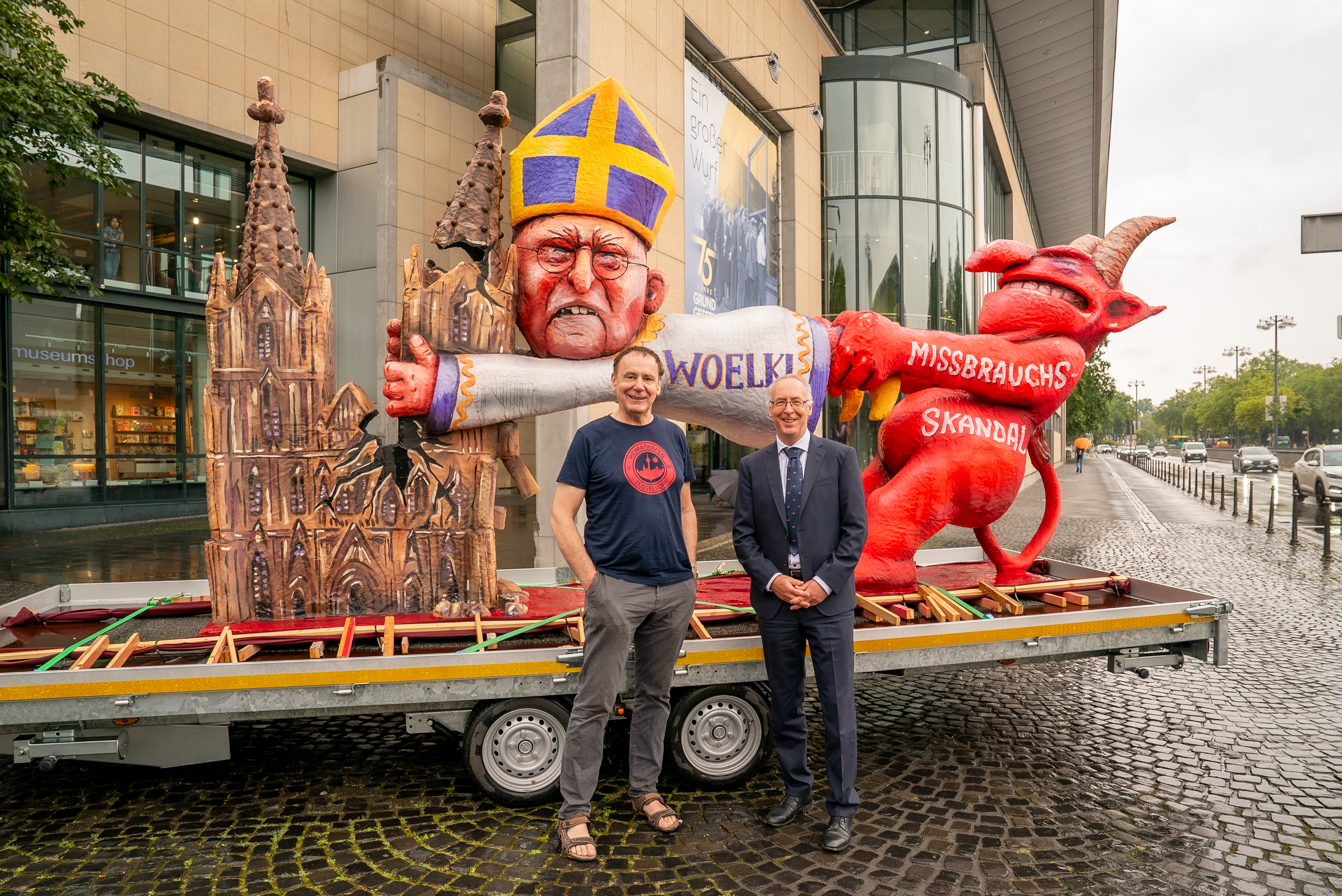
Der Klammer-Woelki bei der Aufnahme in das Haus der Geschichte mit Künstler Jacques Tilly (links) und Sammlungsdirektor Manfred Wichmann (rechts) (2024)

Die Großplastik Der Klammer-Woelki (auch Zappel-Woelki) zählt zu den Hauptwerken des Künstlers Jacques Tilly. Sie stammt aus dem Jahr 2023 mit Vorarbeiten aus dem Jahr 2020 und steht im thematischen Zusammenhang mit dem sexuellen Missbrauch an Kindern und Jugendlichen in der römisch-katholischen Kirche. Seit 2024 hat die Plastik ihren Standort im Haus der Geschichte der Bundesrepublik Deutschland in Bonn.

## Plastik
Die Plastik hat eine Länge von 5,0 m, eine Breite von 1,0 m und eine Höhe von 2,7 m. Sie besteht aus Pappmaschee und zeigt den Kölner Kardinal Rainer Maria Woelki, wie er sich krampfhaft an einen Turm des Kölner Doms klammert. Symbolhaft steht dies für das Festhalten an seinem Amt als Erzbischof von Köln. Der Dom droht auseinanderzubrechen, weil an Woelki der Missbrauchsskandal in Person des Teufels zerrt. Die Symbolik geht auf ein Papstzitat zurück, das die Ursache für den sexuellen Missbrauch von Klerikern an Kindern und Jugendlichen im Teufel sah. Papst Franziskus hatte am 24. Februar 2019 in einer Rede in Rom erklärt, Geistliche, die Kinder missbrauchten, machten sich zu Werkzeugen des Teufels: „In den Missbräuchen sehen wir die Hand des Bösen, das nicht einmal die Unschuld der Kinder verschont.“
Das Original ist im Besitz des Hauses der Geschichte der Bundesrepublik Deutschland in Bonn.

## Geschichte

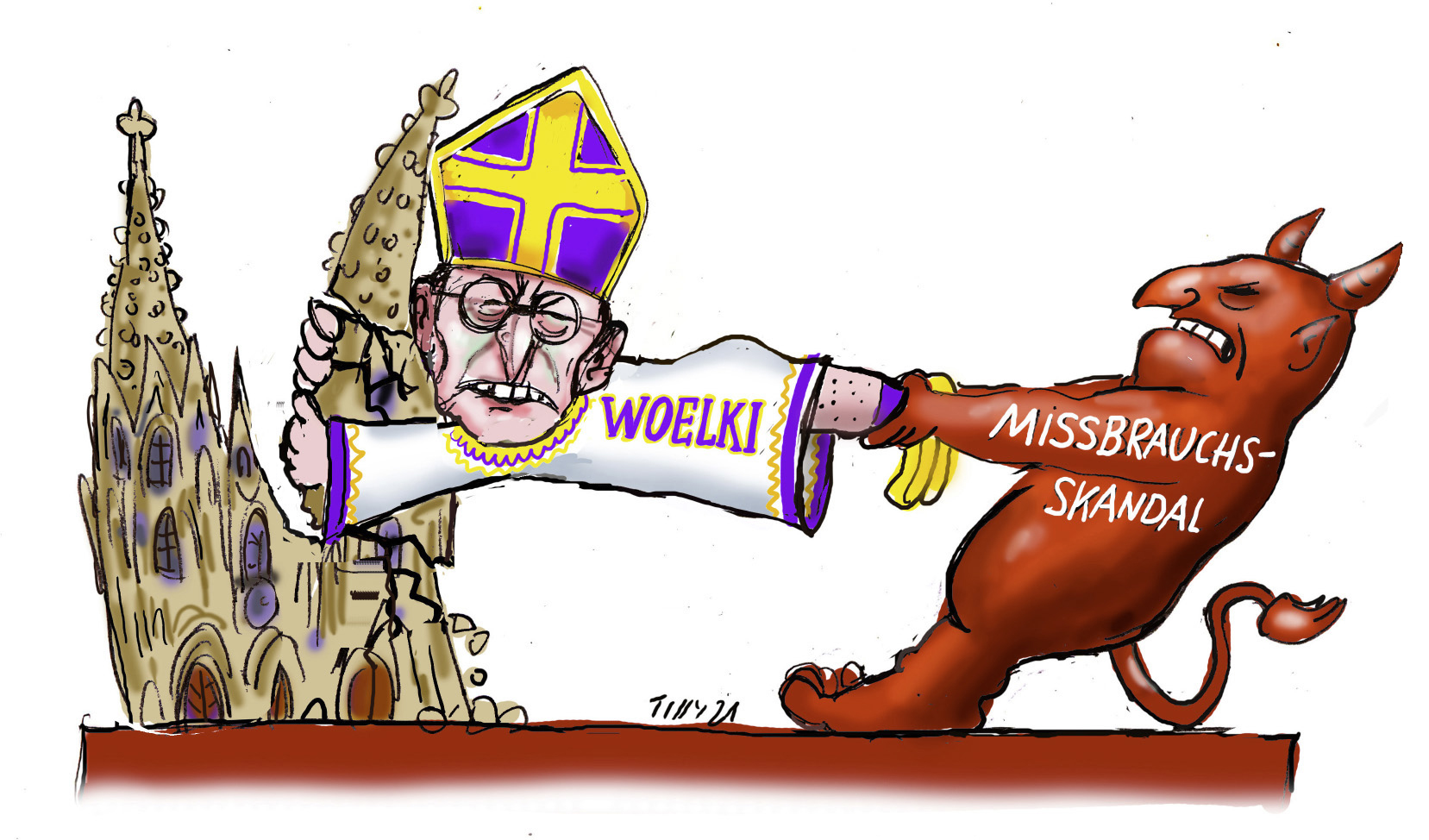
Entwurf der Plastik Der Klammer-Woelki als Karikatur in der hpd-Reihe „Spott sei Dank“ (2020)

Im Jahr 2020 veröffentlichte Tilly einen Entwurf der Plastik als Karikatur in der hpd-Reihe „Spott sei Dank“. Im Düsseldorfer Rosenmontagszug 2023 wurde die Plastik erstmals auf einem Karnevalswagen öffentlich gezeigt. Anschließend wurde sie von der Giordano-Bruno-Stiftung erworben und in einer Kunstaktion im Juli 2023 in Köln auf der Domplatte eingesetzt, um mit Betroffenen des Missbrauchs gegen das Verhalten des Kardinals zu demonstrieren. Die Aktion erfuhr ein breites Medienecho. Die Rheinische Post veröffentlichte 18 Bilder, die den Bau und den Einsatz der Plastik zeigen.
Im August 2024 wurde die Plastik in das Haus der Geschichte aufgenommen. Dies sei eine Ehre für den Düsseldorfer Karneval und seinen Wagenbaumeister, so die Rheinische Post. Manfred Wichmann, Sammlungsdirektor der Stiftung Haus der Geschichte der Bundesrepublik Deutschland, sagte: „Nun haben wir ein Exponat, mit dem wir die Dimension des Missbrauchskandals sehr aussagekräftig darstellen können.“